# Liste der Mitglieder des liechtensteinischen Landtags (1894)
Diese Liste führt die Mitglieder des Landtags des Fürstentums Liechtenstein auf, der aus den Landtagswahlen des Jahres 1894 hervorging. Die vom Volk zwischen dem 4. und dem 9. Mai 1894 gewählten Wahlmänner trafen sich am 16. Mai 1894 in Vaduz und am 17. Mai in Mauren. Im Wahlkreis Oberland wurden sieben Abgeordnete gewählt, im Wahlkreis Unterland fünf. Außerdem wurden am 21. Mai 1894 drei Abgeordnete vom Landesfürsten Johann II. ernannt.
Um in den Landtag gewählt zu werden, benötigte man in den ersten beiden Wahlgängen die absolute Mehrheit aller anwesenden Wahlmänner. Konnten bis dahin immer noch nicht genügend Abgeordnete gewählt werden, reichte im dritten Wahlgang die relative Mehrheit.

## Anzahl der Wahlmänner
Nach der Liechtensteinischen Verfassung wurde der Landtag nicht direkt, sondern mittels Wahlmännern gewählt. Zwischen dem 4. und dem 9. Mai 1894 fanden die Wahlen in den Schulhäusern aller Gemeinden statt. Die Anzahl der Wahlmänner, die eine Gemeinde stellte, richtete sich nach der Anzahl der Einwohner der Gemeinde. Für 100 Einwohner stellte sie zwei Wahlmänner, wobei die Einwohnerzahl auf volle 100 kaufmännisch gerundet wurde. Für die Landtagswahl 1894 stellten die elf Gemeinden folgende Wahlmänner.
| Gemeinde     | Wahlmänner |
| ------------ | ---------- |
| Balzers      | 26         |
| Eschen       | 22         |
| Gamprin      | 8          |
| Mauren       | 22         |
| Planken      | 2          |
| Ruggell      | 12         |
| Schaan       | 22         |
| Schellenberg | 10         |
| Triesen      | 22         |
| Triesenberg  | 24         |
| Vaduz        | 22         |
| Gesamt       | 192        |

## Liste der Mitglieder
Die Wahlmänner des Wahlkreises Oberland trafen sich am 16. Mai 1894 zum letzten Mal im Schlosssaal in Vaduz, um die Wahl der Abgeordneten durchzuführen, bevor die Versammlung ab 1898 im Niggschen Gasthaus, ebenfalls in Vaduz stattfand. Die Wahlmänner aus Unterland trafen sich einen Tag später, am 17. Mai 1894, im Schulhaus in Mauren. Seit 1877 galt dabei, dass die Wahl auf jeden Fall zur angekündigten Uhrzeit begonnen wurde, auch wenn nicht alle Wahlmänner anwesend waren. Daher waren von den 118 aus dem Wahlkreis Oberland gewählten Wahlmännern nur 114 anwesend, von den 74 Unterland-Wahlmännern fehlte einer.
| Name                   | Wahlkreis | Bemerkungen      |
| ---------------------- | --------- | ---------------- |
| Xaver Bargetze         | Oberland  | Erster Wahlgang  |
| Franz Josef Beck       | Oberland  | Erster Wahlgang  |
| Josef Beck             | Ernennung |                  |
| Franz Josef Biedermann | Ernennung |                  |
| Christian Brunhart     | Oberland  | Erster Wahlgang  |
| Chrisostomus Büchel    | Unterland | Erster Wahlgang  |
| Johann Baptist Büchel  | Oberland  | Dritter Wahlgang |
| Wilhelm Fehr           | Unterland | Erster Wahlgang  |
| Jakob Kaiser           | Unterland | Erster Wahlgang  |
| Kind Lorenz            | Unterland | Erster Wahlgang  |
| Ludwig Marxer          | Unterland | Erster Wahlgang  |
| Albert Schädler        | Oberland  | Erster Wahlgang  |
| Carl Schädler          | Oberland  | Erster Wahlgang  |
| Wilhelm Schlegel       | Ernennung |                  |
| Ferdinand Walser       | Oberland  | Erster Wahlgang  |

## Liste der Stellvertreter
Nach den Abgeordneten wurden deren Stellvertreter gewählt. Ebenfalls wurde hier in den ersten zwei Wahlgängen eine absolute Mehrheit und im dritten Wahlgang eine relative Mehrheit benötigt.
| Name             | Wahlkreis | Bemerkungen      |
| ---------------- | --------- | ---------------- |
| Franz Josef Kind | Oberland  | Zweiter Wahlgang |
| Rudolf Oehri     | Unterland | Dritter Wahlgang |
| Rudolf Quaderer  | Oberland  | Dritter Wahlgang |
| Gebhard Schädler | Unterland | Erster Wahlgang  |
| Franz Schlegel   | Oberland  | Zweiter Wahlgang |